# Genoveffa De Troia
Genoveffa De Troia (Lucera, 21 dicembre 1887 – Foggia, 11 dicembre 1949) è stata una religiosa italiana, terziaria francescana.

## Biografia

### L'infanzia
Genoveffa nasce a Lucera il 21 dicembre 1887, da Pasquale e Vincenza Terlizzi. È la primogenita di cinque figli; dopo di lei nascono Vittorino, Giovina, Annita e Attilio. Appena nata, Genoveffa appare subito molto gracile, tanto che viene battezzata il giorno seguente e, dopo circa due mesi, riceve anche la Cresima.
Gli anni trascorsi a Lucera, dalla nascita fino all'età di 26 anni, sono caratterizzati da numerose sventure e da una grande miseria. Ben presto, infatti, la morte comincia a visitare la sua famiglia. All'età di cinque anni perde la sorella Giovina, di polmonite, di appena cinque mesi; a diciassette anni le muore anche il fratello Vittorino, pure di polmonite.
La povertà, poi, era di casa nella famiglia De Troia. Il padre, guardia campestre, aveva un lavoro precario e non sempre era puntuale nel pagamento del fitto, così la famiglia era costretta a migrare da un'abitazione all'altra. Oltre a queste prove, la vita di Genoveffa è segnata, dall'età di quattro anni, dalla sofferenza fisica.
A quest'età, infatti, cominciano a comparire le prime piaghe, in particolare sulla gamba destra e comincia a delinearsi il suo carattere forte nell'accettare il dolore in silenzio. Da quel momento, ogni anno la mamma si recava, su un carretto, con la piccola al Santuario della Vergine Incoronata di Foggia per implorare la grazia della guarigione. Nell'ultimo viaggio, mentre è assorta in preghiera, Genoveffa sente una voce che le dice: "Tu non guarirai". Gettatasi, allora, in ginocchio sul carretto, risponde: "Sia fatta la volontà di Dio".
Inizia così quel cammino di adesione alla volontà di Dio, che doveva continuare per tutta la vita, diventando, di giorno in giorno, sempre più generosa. Lo spirito, sotto l'influsso della grazia di Dio, cresceva forte, mentre il corpo rimaneva gracile e malaticcio. La salute precaria non le consente di frequentare con profitto le scuole (rimarrà analfabeta per tutta la vita).

### L'adolescenza
Nel 1901, all'età di quattordici anni viene mandata presso l'Istituto delle Suore della Carità a Lucera, per apprendere l'arte del cucito e del ricamo. Qui passa la maggior parte del tempo in chiesa, dedicandosi alla cura degli altari. Durante le soste prolungate davanti al Tabernacolo matura il desiderio di farsi suora e di essere tutta del Signore, ma sente ancora una voce che le dice: "Tu suora non ti farai mai". Una certa Suor Teresa, che l'aveva presa a ben volere, le fa intendere che per lei la vita religiosa è impossibile e che comunque si sarebbe potuta santificare anche nel mondo, offrendosi tutta a Gesù. Il Signore le stava preparando un altro cammino. Non sarà suora, ma sarà ugualmente di Gesù, crocifissa in un letto, nel sacrificio e nella donazione.

### Le prime sofferenze della famiglia e la povertà
Siamo nel 1905. In quell'anno muore il fratello Vittorino, che con il lavoro contribuiva alle necessità della famiglia e Genoveffa, dopo essere uscita dall'Istituto delle suore, si offre di aiutare i genitori, recandosi a Trani, dove trova lavoro come servetta presso la famiglia lucerina Perrone-Capano. Lavora fino a strapazzarsi, si ciba poco per inviare il resto ai suoi, a Lucera, ma le condizioni fisiche non le permettono neanche qui di continuare a lavorare e, dopo circa un mese, la mamma va a riprenderla e la riporta a casa. Tornata a Lucera, la povera Genoveffa, mentre soffre sempre di più nel corpo per il progredire del male, si addolora per le tristissime condizioni economiche familiari. Tenta quindi di prestare servizio in casa dell'avvocato Cavalli, ma il suo fisico non regge e dopo pochi mesi ritorna a casa per mettersi definitivamente a letto. Ancora una volta sente una voce che le dice: "Tu dal letto non ti alzerai più".

### La lipoidosi
Il male da cui è afflitta, dapprima non ben diagnosticato, è una malattia molto rara, incurabile a quell'epoca. Si tratta di una grave forma di lipoidosi. Con il passare degli anni il corpo diventa tutto una piaga e le ossa, soprattutto quelle del cranio e degli arti, appaiono crivellate di buchi. In mezzo a sofferenze atroci Genoveffa tutto soffre per amore di Gesù, considera ogni nuova piaga "un dono di Gesù". Essa appare, più che distesa sul lettino, distesa sulla croce, secondo le parole di Padre Pio. Nello stesso tempo, fin dall'adolescenza è pienamente consapevole di essere stata chiamata da Dio ad una missione del tutto speciale: soffrire per i peccati degli uomini e per la salvezza delle anime.

### Il trasferimento a Foggia
Dopo altri anni di miseria, nel 1913 il padre trova lavoro a Foggia, presso i signori Spada, e vi trasferisce l'intera famiglia. Anche a Foggia, però, è costretta ad andare raminga di casa in casa, prima in due abitazioni in Corso Giannone, poi in via Giovanni Urbano. Il trasferimento a Foggia non migliora le condizioni economiche della famiglia De Troia, che, anzi, viene colpita da altri lutti. Dapprima, nel 1918, muore il fratello Attilio nell'ospedale militare di Verona, anche lui di polmonite, e poi, nel 1924, viene meno anche il padre. Genoveffa rimane sola con la madre nella più squallida miseria (nel frattempo l'unica sorella rimastale, Annita, si è sposata). Nel 1925 accade un evento determinante per la vita di Genoveffa, l'incontro con un sacerdote Cappuccino, Padre Angelico da Sarno, il quale diventa il suo padre spirituale, le trasmette lo spirito francescano e la devozione al Poverello d'Assisi, la segue fino alla morte e avvia il processo di beatificazione e canonizzazione.
Sostenuta dall'assistenza spirituale del Padre Angelico, inizia per Genoveffa un itinerario di approfondimento della sua vocazione alla sofferenza, in vista delle prove, durissime, che l'aspettano, soprattutto negli ultimi anni della vita. Nel 1931 aderisce al Terz'Ordine Francescano Secolare, che diviene per lei occasione per imparare a vivere la sua vita "secondo la forma del Santo Vangelo", sulle orme di S. Francesco, fino alla piena conformazione a Cristo povero e crocifisso. Per interessamento di Padre Angelico, nel 1940, Genoveffa, insieme alla madre, si trasferisce nell'ultima dimora di Via Briglia 3, l'attuale via Genoveffa De Troia, fatta acquistare da anime buone. Di qui sarà costretta ad allontanarsi nel 1943, sfollata a Troia, a causa dei bombardamenti che colpiscono la città di Foggia. A Troia muore anche la madre. Farà ritorno a Foggia due anni più tardi, nel 1945, per trascorrevi l'ultimo periodo della sua tormentata esistenza terrena, in un crescendo di sofferenze e di indicibili dolori, fino al giorno della morte.

### Gli ultimi giorni e la morte

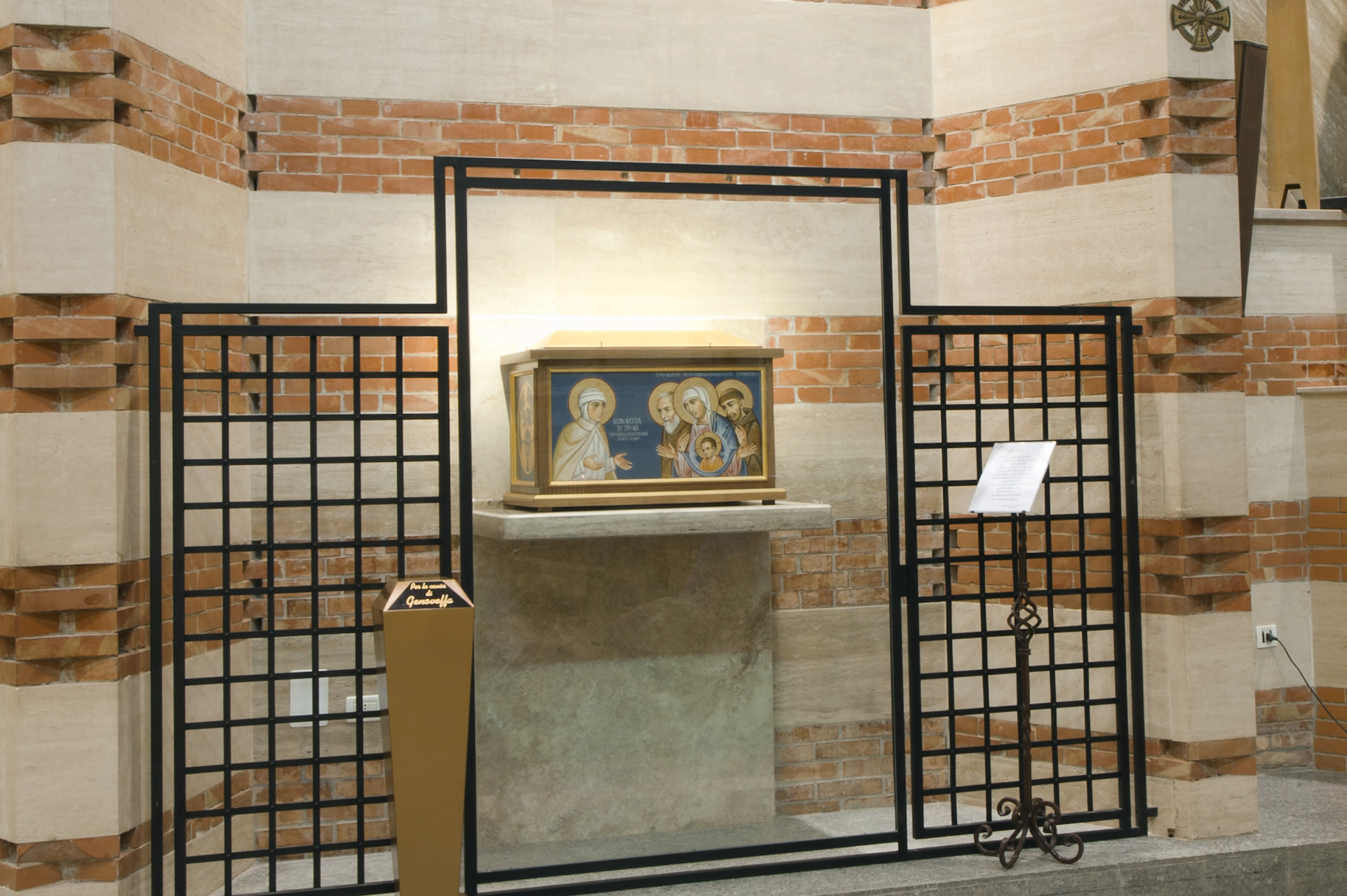
L'urna contenente le spoglie di Genoveffa De Troia. Chiesa Beata Maria Vergine Immacolata, Foggia.

Negli ultimi giorni della sua vita soffriva tanto che, temendo che il dolore potesse strapparle un grido non accetto al Signore, esclamava: "Perdonami, Gesù! Chiamami a Te! Dammi ancora forza di soffrire!" Il giorno 9 dicembre 1949, il suo padre spirituale le aveva promesso di celebrare la S. Messa, ma per impegni sopraggiunti le portò solo la S. Comunione, assicurandola che la Messa l'avrebbe celebrata il giorno dopo. Genoveffa, addolorata, disse: "Padre, chi sa se ci arrivo". il padre, allora, le rispose: ''Senti! Tu che mi hai sempre obbedito, non devi morire prima che non sia stata celebrata la S. Messa nella tua celletta". Ella, con un filo di voce, rispose:"Padre mio, obbedisco. Faccio la volontà vostra e quella di Gesù". La mattina del 10 dicembre fu celebrata la S. Messa ed ella apparve trasfigurata e circondata da un'aureola di luce. Trascorse l'intera giornata fra atroci sofferenze e la mattina del giorno successivo, domenica 11 dicembre, dopo aver ricevuto l'unzione degli infermi, concluse gloriosamente la sua vita terrena. Fu rivestita dell'abito di Terziaria Francescana, come ella aveva chiesto durante la vita. Alla sua morte la città fu percorsa da un fremito. "È morta la santa", si diceva. l funerali videro un grande concorso di folla, la salma rimase esposta per tre giorni nella chiesa di S. Giovanni Battista. Prima di essere tumulata, a settantadue ore dalla morte, così come riportato nel referto medico, le sue membra apparivano ancora flessibili e il corpo non emanava nessun cattivo odore. La fama della santità di Genoveffa, già durante la sua esistenza terrena, travalica i confini cittadini e si diffonde rapidamente in molti luoghi di Italia e anche all'estero. Si ottengono molte grazie per sua intercessione e a distanza di soli nove anni dalla morte, il 24 novembre 1958 si apre il processo canonico di beatificazione, conclusosi, nella Diocesi di Foggia, il 25 aprile 1967. Il 7 marzo 1992 viene promulgato il Decreto sull'eroicità delle virtù e le viene riconosciuto il titolo di Venerabile.
Il 25 aprile 1965 dopo la canonica ricognizione le spoglie mortali della Venerabile, già sepolte nel cimitero della città presso la cappella di santa Monica vennero traslate nella chiesa dell'Immacolata di Foggia. Il giorno 1º marzo 2012 dinanzi all'Arcivescovo della Diocesi di Foggia - Bovino, Francesco Pio Tamburrino, si è proceduto a una nuova ricognizione del corpo di Genoveffa De Troia. Il 14 ottobre dello stesso anno, con una solenne celebrazione, l'urna contenente i resti è stata ricollocata sull'altare laterale della chiesa. Il nuovo scrigno è stato finemente decorato dall'iconografo Paolo Orlando.

## La celletta, luogo di apostolato e carità

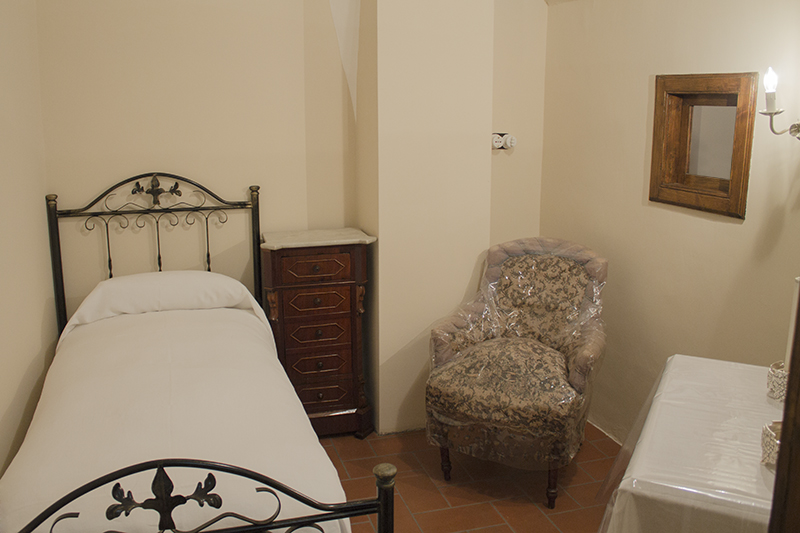
La "celletta", Foggia.

Sfumato il sogno di farsi suora, volle che all'interno della sua ultima casa fossero innalzate delle pareti, in modo da delimitare una celletta, dove potesse pregare e soffrire. La celletta, come abitualmente viene detta, divenne luogo di apostolato. Collocata al centro di un quartiere malfamato, la presenza della "santa" (così veniva chiamata) ottenne la redenzione di molte anime. Numerosi i visitatori in cerca di sollievo materiale e spirituale. Povera, dava ai poveri. Le offerte ricevute le faceva dividere tra la chiesa parrocchiale, la cassetta del T.O.F. e la casa del fanciullo. Talvolta non mangiava e, alla domanda del perché facesse così, rispondeva: "Ma come posso farlo, quando so che ci sono famiglie dove si soffre la fame, dove tanti genitori soffrono perché i loro figliuoli non hanno da mangiare?!''. Fu apostola di preghiera. Le sue intenzioni di preghiere erano universali; aveva a cuore i fanciulli, i sacerdoti, il Papa, il suo Vescovo. Intorno al suo letto fiorì ben presto un stuolo di anime, di varia estrazione sociale, che si riuniva per pregare. Era suo desiderio che, dopo la sua morte, la celletta diventasse casa di preghiera. Tra i visitatori vi erano anche personaggi illustri: vescovi, ecclesiastici, persone di cultura, professionisti. Cosa aveva da dire a costoro quella povera donna avvolta nelle bende, distesa su di un letto, in un povero tugurio? Essi riconoscevano in questa creatura un segno eletto della predilezione di Dio per i poveri e i sofferenti. Genoveffa aveva il dono di saper parlare a tutti, alla gente del popolo e alle persone di livello più elevato. Il suo lettuccio era diventato davvero una cattedra di amore verso Dio e gli uomini.